# Philippe Jourdan
Pour les articles homonymes, voir Jourdan.
Philippe Jourdan, né le 30 août 1960 à Dax (France), est un évêque catholique français et estonien, membre de l'Opus Dei, évêque in partibus de Pertusa (de) et administrateur apostolique de l'Estonie de 2005 à 2024, date à laquelle il est nommé évêque de Tallinn.

## Repères biographiques

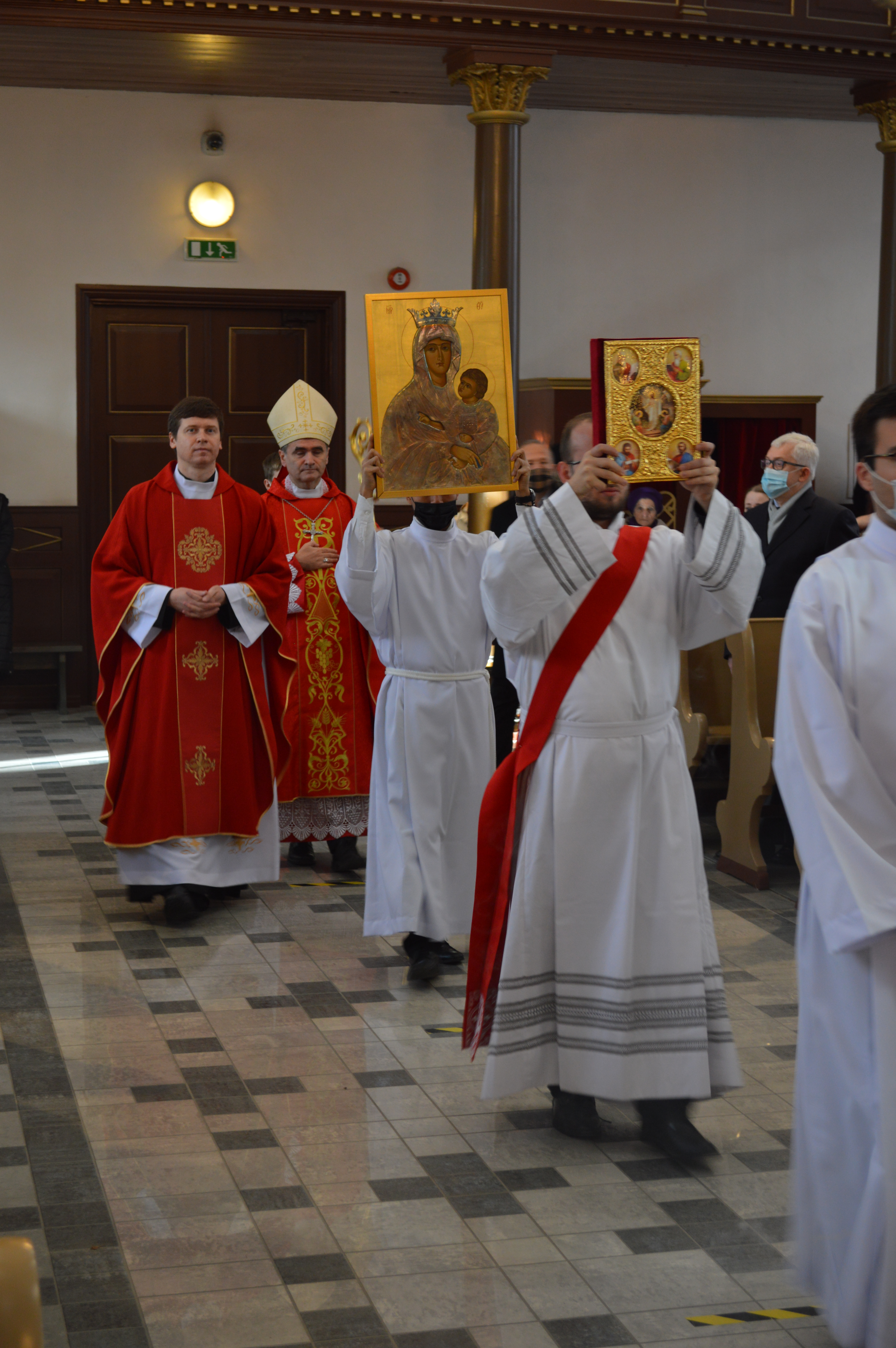
Phillipe Jourdan à la messe d'ouverture du synode sur la synodalité à Tallinn (Estonie).

Philippe Jourdan, ancien élève de l'École nationale des ponts et chaussées, est ordonné prêtre le 20 août 1988 par le cardinal Bernard Law au titre de l'Opus Dei.
De 1988 à 1992 il est aumônier d'étudiants à Paris avant d'être le directeur spirituel de la Prélature de l'Opus Dei en France de 1992 à 1996.
En 1996, il part pour l'Estonie où il est nommé vicaire général.
De 1999 à 2001, il cumule cette fonction avec celle de curé de la petite cathédrale Saint-Pierre-et-Saint-Paul de Tallinn.
Il est nommé évêque titulaire de Pertusa (de) et administrateur apostolique d'Estonie le 1er avril 2005, veille de la mort de Jean-Paul II. Il  reçoit la consécration épiscopale des mains de Peter Zurbriggen, nonce apostolique dans les pays baltes, le 10 septembre suivant avec comme co-consécrateurs Tadeusz Kondrusiewicz (pl) et Javier Echevarría Rodríguez.
Le 26 septembre 2024, le pape François élève l'administration apostolique d'Estonie en diocèse de Tallinn et le nomme premier évêque de ce diocèse.

## Distinctions
- Ordre de l'Étoile blanche d'Estonie de 3e classe (2006)